# ناحیه اقبو
دائرة اقبو (به عربی: دائرة أقبو) یک سکونتگاه مسکونی در الجزایر است که در استان بجایه واقع شده‌است.